# Bassignac
Bassignac är en kommun i departementet Cantal i regionen Auvergne-Rhône-Alpes i mitten av Frankrike. Kommunen ligger  i kantonen Saignes som ligger i arrondissementet Mauriac. År 2022 hade Bassignac 222 invånare.

## Befolkningsutveckling
Antalet invånare i kommunen Bassignac
Referens:INSEE